# Yanornithidae
De Yanornithidae zijn een groep uitgestorven vogels, behorende tot de Ornithuromorpha.
In 2001 benoemden Zhou Zhonghe en Zhang Fucheng een familie Yanornithidae om Yanornis een plaats te geven.
In 2020 definieerden Wang Min, Li Zhiheng, Liu Qingguo en Zhou Zhonge een klade Yanornithidae als de groep omvattende Yanornis martini Zhou & Zhang, 2001 en Abitusavis lii en alle soorten nauwer verwant aan Yanornis en Abitusavis dan aan Yixianornis grabaui Zhou & Zhang, 2001, Piscivoravis lii Zhou, Zhou & O’Connor, 2014 of de huismus Passer domesticus Linnaeus, 1758. Dit betekent dat het begrip incoherent wordt als een van de uitgesloten soorten nauwer verwant is aan een van de verankerende soorten dan aan de andere.
Naast de verankerende soorten zou Similiyanornis een yanornithide zijn. Alle soorten zijn gevonden in het Aptien van China, in de Yixianformatie of de Jiufotangformatie.
De drie in 2020 aangewezen soorten betreffen vogels ter grootte van de moderne pijlstaart Anas acuta. Ze toonden een unieke combinatie van op zich niet unieke kenmerken. De schedel is langwerpig, ongeveer tweemaal langer dan hoog. De bovenkaken en onderkaken dragen tanden. Het dentarium van de onderkaak heeft een evenwijdige bovenrand en onderrand. Het dentarium draagt ongeveer twintig tanden. De halswervels zijn langwerpig. Het borstbeen wordt aan de achterrand doorboord door een paar vensters. Het spaakbeen heeft een tuberculum bicipitale. Bij de eerste en tweede handklauw is de onderrand van het gewrichtsvlak tredevormig zonder een bult voor de aanhechting van de pees van de buigende spier. Het zitbeen is vrijwel recht en mist vermoedelijk een uitsteeksel aan de bovenrand. De eerste kootjes van de tenen zijn langer dan de voetklauwen.